# Reinhard Berner (Mediziner)
Reinhard Berner (* 17. September 1963 in Karlsruhe) ist ein deutscher Pädiater und Hochschullehrer.

## Leben
Von 1983 bis 1989 absolvierte er ein Medizinstudium an der Universität Würzburg und der Universität Caen (1990 Dissertation am Institut für Hygiene und Mikrobiologie der Universität Würzburg). Von 1989 bis 1991 war er wissenschaftlicher Assistent am Institut für Hygiene und Mikrobiologie der Universität Würzburg. Seit 1991 war er Assistent an der Universitätskinderklinik Freiburg. 1997 wurde er Facharzt für Kinderheilkunde und Jugendmedizin. 1997 wurde er zum Oberarzt der Universitätskinderklinik ernannt. Nach der Habilitation 2001 für das Fach Kinderheilkunde war er von 2003 bis 2011 Leitender Oberarzt am Zentrum für Kinderheilkunde und Jugendmedizin (ZKJ). Von 2004 bis 2005 war er kommissarischer Ärztlicher Direktor am Zentrum für Kinderheilkunde und Jugendmedizin der Universitätsklinik Freiburg. Seit 2012 ist er Direktor der Klinik für Kinder- und Jugendmedizin am Universitätsklinikum Carl Gustav Carus Dresden.
Im Dezember 2021 wurde Berner von Bundeskanzler Olaf Scholz in den Corona-Expertenrat der Bundesregierung berufen.
Am 21. Oktober 2024 wurde Berner zum neuen Vorsitzenden der Ständigen Impfkommission (STIKO) gewählt und folgte damit Klaus Überla nach.